# Marvel Noir
Marvel Noir é uma série de comics lançada pela Marvel Comics em 2009 com elementos de film noir e pulp. São as histórias de alguns heróis da Marvel com um estilo mais escuro e se passam durante o ano de 1930.

## Séries

### Arma X Noir
No século IV, São Jerônimo disse “o rosto é o espelho da mente, e os olhos confessam os segredos do coração. Eu uso um rosto falso, é verdade. Um que é horrível e deformado, para esconder a minha verdadeira natureza. Ou talvez seja a máscara real, e eu seja ... um demônio". Conheçamos a história de Kurt Wagner (Noturno) um artista de circo que se vê as voltas com o assassinato do Rei da Tranisia.

### Deadpool Pulp
Wade Wilson, codinome: Deadpool. Ele é o agente mais mortal da CIA. Ele também é comprovadamente maluco, sofrendo de desordem de múltiplas personalidades e assombrado pelos fantasmas de seu passado. Em outras palavras, ele é o soldado perfeito numa Guerra Fria onde é impossível diferenciar o amigo do inimigo, e a realidade da mentira.
Wilson também é o único capaz de caçar uma agente renegada da CIA e recuperar uma maleta nuclear roubada antes que ela a entregue para os inimigos da América.

### Demolidor Noir
Hell's Kitchen é território de Wilson Fisk e até agora o único problema que ele enfrentou foi o vigilante mascarado conhecido como Demolidor. Mas a coisa muda de figura quando o gângster Orville Halloran entra em cena e está disposto a tomar o título de Rei do Crime para si.
A história começa quando uma bela dama chega desesperada ao escritório de Foggy Nelson e seu assistente Matt Murdock com uma história sua com o gângster Orville Halloran. O que era para ser só mais um caso para Foggy se torna uma nova cruzada na vida do homem sem medo, que o levará ao encontro do Rei do Crime.

### Homem-Aranha Noir
Nova Iorque, 1933. Quatro anos após a quebra da Bolsa de Valores, os cidadãos vivem a Grande Depressão. O Duende é o chefe de uma quadrilha de criminosos que domina a cidade pela corrupção e violência.
Peter Parker vive sua adolescência com os tios Ben e May, um casal de socialistas fervorosos que luta para melhorar a sociedade e impedir a exploração dos mais humildes.

### Homem-Aranha Noir: A Face Oculta
Nova Iorque, 1934. Peter Parker, o Homem-Aranha, depois de ter tirado Norman Osborn do poder, tem um novo problema: o Mestre do Crime, um criminoso mascarado que assumiu o papel de chefe do crime da cidade.

### Homem de Ferro Noir
Em 1938, Tony Stark é um audaz aventureiro, viajando pelo mundo à procura de tesouros mitológicos e tentando esquecer as responsabilidades de um magnata do ferro. Da Fonte da juventude até os Jardins Suspensos da Babilônia, Tony conquistou todos eles... e apenas os mais próximos sabem que isso é um último esforço desesperado para curá-lo de uma doença que está lhe matando. Mas alguém está vendendo os segredos das Indústrias Stark para o Barão Zemo e seus simpatizantes nazistas, e é apenas uma questão de tempo até que eles enfrentam Tony em sua última aventura.

### Luke Cage Noir
Depois de 10 anos na cadeia, o herói Luke Cage retorna às ruas do Harlem para encontrar criminosos que não vão deixá-lo levar a vida tranquila que esperava.

### Justiceiro Noir
Conta a história de um vigilante mascarado de armas em punho preparado para limpar as ruas infestadas pela máfia nos anos 20.

### Wolverine Noir
No bairro novaiorquino do Bowery, James Logan, o mais letal especialista em facas de Nova Iorque, ocupa-se de sua agência de detetives, a Logan & Logan, ao lado de seu irmão imprestável Dog. Eles são os melhores no que fazem, mas quando uma mulher chamada Mariko Yashida entra pela porta do escritório, ela abre um mundo de dor para Logan, forçando-o a encarar seu passado sangrento.

### X-Men Noir
Os X-Men deste mundo vieram do reformatório, onde foram educados para melhorar suas habilidades por um Professor X aparentemente crimonoso, e agora lutam contra o corrupto Chefe de Detetives de Nova York, Eric Magnus.
A série X-Men Noir é notável por nenhum dos personagens possuir superpoderes.
Os X-Men desta realidade são um grupo de adolescentes sociopatas recrutados pelo desacreditado psiquiatra Charles Xavier, que dirigia o "Escola Xavier para Jovens Superdotados", em Westchester, Nova York, em 1937. Lá, ele tomou delinquentes juvenis e, em vez de reformar-los, os treinou em vários talentos criminosos devido à sua crença de que a sociopatia era, de fato, o estado seguinte na evolução do comportamento humano. O papel no qual ele afirmou que levou a sua expulsão da Associação Americana de Psicologia e, como da primeira edição, ele é enterrado na Ilha Ryker, aguardando acusações após a verdade sobre a sua reforma escolar foi tornada pública. Jean Grey é descrita como a vigarista dos X-Men; adepto de esquemas de funcionamento, ela ganhou uma reputação de ser capaz de controlar as mentes dos homens. Na abertura da série, seu corpo é encontrado lavado perto da Ilha do Bem-Estar no East River, coberto de marcas de arranhões agrupadas em três.
Eric Lensherr é o chefe dos detetives do Departamento de Homicídios da NYPD, que crê firmemente na eugenia, além de líder da sociedade secreta - a Irmandade - que governa a maior parte do crime organizado na cidade. Seu filho, Pietro, uma estrela faixa anterior, acaba de se juntar Homicídios, e sua filha, Wanda, é uma socialite mimada que começou um relacionamento com o repórter Thomas Halloway, também conhecido como o Anjo, um vigilante fantasiado. Ao mesmo tempo, ela também está envolvida com Remy LeBeau, um dono de cassino com conexões com Unus, o Intocável, um chefão do crime local e inimigo de Magnus. Também envolve irlandês heroína revendedor Sean Cassidy, um ex-detento da Pena Bem-Estar e um dos mentores de Tom infância.
O resto dos X-Men, composta por Scott "Ciclope" Summers, Bobby "Iceman" Drake, e Hank "Besta" McCoy, estão em fuga após a prisão de seu mentor. Xavier, que se recusou a aliar seus alunos com a Irmandade de Lensherr, foi preso depois de um dos X-Men, Warren Worthington III, aparentemente cometer suicídio saltando do telhado pensando que podia voar. É revelado por Iceman que Warren foi realmente jogado fora o telhado pela Irmandade quando Xavier recusou. Magnus, como se vê, deve boa parte de seu sucesso a Sebastian Shaw, o líder do Clube do Inferno, que detém quase toda a cidade de Nova York, na palma da sua mão, incluindo o prefeito, o DA, e do departamento de polícia. Lensherr (cujo último nome é revelado como sendo Magnus, que o Ellis Island agente de imigração ouviu erroneamente como Lensherr), está buscando Anna-Marie, um dos alunos de Xavier com um talento para a imitação, em nome de Shaw, para que possam usá-la contra Unus em sua busca para assumir total controle do submundo da cidade. Também amarrado neste emaranhado de engano está o Capitão Logan, um contrabandista e chama ex-Jean, que opera a partir de Chinatown com seu primeiro companheiro de Eugene.
Magnus confronta Anne-Marie no telhado da delegacia de polícia, mas ela o mata. O anjo percebe que ela é na verdade Jean Grey, que matou a verdadeira Anne-Marie Rankin, assumindo sua identidade, porque ela queria evitar ser estudada por Xavier ou explorada por Magnus. Ela diz que sabe Tommy não pode matar, mas Angel revela que ele é Robert Halloway, irmão gêmeo de Tommy, e empurra os dois para fora do telhado. Ciclope e Tommy lamentam antes de entrar no barco de Logan e indo para Madripoor.
Uma história de texto de back-up, "As Sentinelas", por Bolivar Trask, é um pastiche de ficção científica período, apresentou como se publicado em uma revista chamada polpa ScienTI-Ficção. Nele, Nimrod, um de uma sociedade de super-homens genéticos chamados Sentinelas, deve tentar salvar sua amada, Rachel, desde os "muties" que vivem nos túneis sob Nova Nova Nova York. No entanto, Rachel afirma que não quer ser salvo, como os muties têm mostrado a verdade. Nimrod descobre que o Dr. Steven Lang, o engenheiro eugênica que criou os Sentinelas, não foi morto pelos muties, mas deixado para morrer pelo Conselho de Criadores, quando ele protestou dizendo que suas políticas foram opressivo e salvo porCalisto, Rainha dos Muties. Sentinelas Mais liderados por [[[Bastion]] invadir os túneis, e Raquel e Lang são mortos. Nimrod usa uma bomba de Phoenix construído pelo En Sabah Nur egípcio louco para destruir a Breeders 'Conselho, mas também destrói toda a Nova Nova York, e os muties "túneis. Ele e Calisto são os únicos sobreviventes, e concluir que terá que combinar Sentinel e genes Mutie "a maneira antiquado".

### X-Men Noir: A Marca de Cain
Agora tomará dimensões globais para mostrar a relação entre os meios irmãos Cain Marko e Charles Xavier.